# Lakhimpur
Lakhimpur és una ciutat i municipalitat de l'Índia, a l'estat d'Uttar Pradesh, capital del districte de Kheri o de Lakhimpur Kheri. Està situada a 27° 57′ N, 80° 46′ E / 27.95°N,80.77°E. Segons els cens del 2001 consta amb 120.566 habitants.
Fou fundada al segle xvii i el seu nom original era Luxmipur. Està a uns 3 km de Kheri que rep el nom pels arbres anomenats kheris (acàcies) i com que eren abundants a tota la zona, va donar nom al districte que modernament s'esmenta en general com districte de Lakhimpur Kheri.